# Suchiate (kommun i Mexiko)
Suchiate är en kommun i Mexiko.   Den ligger i delstaten Chiapas, i den sydöstra delen av landet, 900 km sydost om huvudstaden Mexico City. Antalet invånare är 35 056. Arean är 606 kvadratkilometer.
Terrängen i Suchiate är platt.
Följande samhällen finns i Suchiate:
- Brisas Barra de Suchiate
- La Libertad
- Dorado Nuevo
- Barra de Cahoacán
- Tierra y Libertad
- General Manuel Ávila Camacho
- Quince de Abril
- Ejido Suchiate
- Pino Suárez
- 15 de Septiembre
- Emiliano Zapata
- Dorado Viejo Fracción II
- El Sajío
- Lucio Cabaña
- Nueva Independencia
- Tierra y Libertad
- Cuautémoc Cervantes
- El Rosario V
- Las Fuentes